# Сяо, Джозефин
Сяо Фанфан или Джозефин Сяо (иер. трад. 蕭芳芳, упр. 萧芳芳, ютпхин: Siu1 Fong1fong1, пиньинь: Xiāo Fāngfāng, англ. Josephine Siao), до 1960 года Сяо Лян (кит. трад. 蕭亮, пиньинь Xiāo Liàng; род. 13 марта 1947 года в Шанхае, Китайская Республика) — гонконгская кинематографистка, лауреат ряда кинопремий; после ухода из киноиндустрии в конце 1990-х годов из-за проблем со здоровьем — детский психолог и общественный деятель.

## Биография и карьера
Сяо Лян родилась в Шанхае в семье родом из Сучжоу. В возрасте около двух лет перенесла болезнь, оставившую её глухой на правое ухо. В 1949 году семья девочки переехала в Гонконг, где актёрские агенты вскоре обратили на ней внимание, предложив её матери контракт.
Впервые появилась на экране в роли Сяо-Юй в фильме «Слёзы юной наложницы» (1954). В 1955 году получила свою первую кинопремию от Кинофестиваля Юго-Восточной Азии за лучшую детскую роль в фильме «Сирота». Активно участвовала в кино- и телесъемках сначала под собственным именем, приблизительно с 1960 года — как Сяо Фанфан, Сиу Фонфон или Джозефин Сяо. Была одной из популярнейших актрис-подростков 1960-х, одной из так называемых «Семи Кантонских Принцесс». Как и другая «принцесса» Фун Поупоу, была известна на западе как «гонконгская Ширли Темпл». В 1960-х годах снималась во всех распространённых в Гонконге жанрах кино, включая фильмы на основе кантонской оперы, мюзиклы, мелодрамы и уся. В 1966—1969 зачастую партнёрствовала с Конни Чань, вместе с которой они фактически стали родоначальницами гонконгского подросткового кино и иконами гонконгской молодёжной моды.
Не получив хорошего образования в детстве из-за постоянной занятости в кино, после достижения совершеннолетия, сыграв за это время порядка 200 ролей, в 1970 году Сяо неожиданно прекращает сниматься, занявшись получением образования в англ. Seton Hall University, параллельно преподавая там китайский язык. Закончив к 1973 году университет с дипломом бакалавра по специальностям «востоковедение» и «массовые коммуникации», Сяо успешно возвращается в кино уже как взрослая актриса. По некоторым данным, она удостаивается премий за лучшую женскую роль испанского и тайваньского кинофестивалей за участие в тайваньском фильме «Ритм волны», позднее получает также премию фестиваля Golden Horse за лучшую женскую роль второго плана в гонконгском фильме «Подруга».
В 1976—1980 годах помимо актёрской работы, исполняет в нескольких фильмах другие ключевые обязанности. Фильм 1976 года «Перекати-поле» о гонконгской наркомафии, где она была соавтором сценария и сорежиссёром, стал вторым или третьим (считая «Челюсти» Спилберга) лидером гонконгского кинопроката 1976 года, а позднее был охарактеризован рядом киноведов как предшественник либо первый представитель «Гонконгской Новой Волны».
Продолжает успешно сниматься в 1980—1990-х годах, в частности, получает целую коллекцию наград в 1994—1997 годах, однако после этого вынужденно уходит из профессии из-за усиления проблем со слухом.
Уйдя в отставку из кино, переключается на общественную деятельность по защите прав детей. В 1998 получает диплом магистра по детской психологии в Университете Риджис, позднее основывает фонд по борьбе с сексуальным насилием над детьми, которым продолжает руководить по настоящее время. Пишет книги, увлекается рисованием.
Замужем за исполнительным директором Express News Кларенсом Чаном, мать двоих дочерей.

## Избранная фильмография
| Год  |   | Русское название                 | Оригинальное название      | Роль                    |
| ---- | - | -------------------------------- | -------------------------- | ----------------------- |
| 1997 | ф | Дракон маджонга                  | Ma qiao fei long           | Сау Дин                 |
| 1996 | ф | Вход к тигру                     | Hu Du Men                  | Лан Кимсам              |
| 1995 | ф | Летний снег                      | Nu ren si shi              | Мэй Сун                 |
| 1993 | ф | Легенда 2                        | Fong Sai Yuk 2             | Миу Чхёйфа              |
| 1993 | ф | Легенда                          | Fong Sai-Yuk               | Миу Чхёйфа              |
| 1993 | ф | Всегда в моих мыслях             | Cheung chin fuchai         | Янь, жена Яу-Вэйя       |
| 1993 | ф | Кин Чан: Кино без Джека          | Kin chan no Cinema Jack    |                         |
| 1991 | ф | Кулак ярости — 1991 2            | Man hua wei long           | Пион / Нгоу Чат         |
| 1991 | ф | Кулак ярости — 1991              | San cheng mou moon 1991    | женщина                 |
| 1987 | ф | Неправильные парочки             | Bat si yuen ga bat jui tau | Вонг Муй                |
| 1982 | ф | Простушка Джейн спешит на помощь | Ba cai Lin Ya Zhen         | Дженни                  |
| 1980 | ф | Жуткая банда                     | Zhuang dao zheng           | А Ги                    |
| 1974 | ф | Подруга                          | Nu peng you                | Мэн Я-пин               |
| 1969 | ф | Меч Эмэй                         | Ngo mei baa dou            |                         |
| 1968 | ф | Синий сокол                      | Lan ying                   | Лань ин                 |
| 1967 | ф | Профессионалы                    | Jin ou                     |                         |
| 1967 | ф | Золотой скелет                   | Jin ku lou                 | Дженни Лин / Агент АА 9 |
| 1966 | ф | Племя героев 2                   | Long hu bang xia ji        |                         |
| 1966 | ф | Племя героев                     | Long hu bang shang ji      |                         |
| 1966 | ф | Адские врата, Часть 1            | Wen jie men shang ji       |                         |
| 1966 | ф | Нефрит в красной пыли — часть 1  | Bi luo hong chen shang ji  |                         |
| 1966 | ф | Последствия пожара, часть 1      | Jie huo hong lian shang ji |                         |
| 1965 | ф | Герой и красавица                | Tit gim jyu han seung jaap |                         |
| 1963 | ф | Мастер тайцзи                    | Xi xue shen bian           |                         |
| 1961 | ф | Поиск любимого                   | Wan li xun qing ji         | Сяо Пин                 |
| 1956 | ф | Девочка-сирота                   | Mei gu                     | Мэй Джи в детстве       |
| 1955 | ф | Трагедия сироты                  | Gu xing xue lei            |                         |
| 1954 | ф | Возвращение                      | Gui lai                    | Эр Ниу                  |

Полная фильмография Джозефин Сяо насчитывает более 300 кинокартин.

## Номинации и награды

### Кинематографические
Азиатско-тихоокеанский кинофестиваль
- 1955 — премия в категории «Лучшая ребёнок-актриса» за роль Мэй Цзе в фильме «Девочка-сирота»[4]
- 1996 — премия в категории «Лучшая актриса» за роль Лан Кимсам в фильме «Вход к тигру»[23]

Тайбэйский кинофестиваль и премия «Golden Horse»
- 1975 — премия в категории «Лучшая актриса второго плана» за роль Мэн Япин в фильме «Подруга»[14]
- 1995 — премия в категории «Лучшая актриса» за роль Мэй в фильме «Летний снег»[24]
- 1996 — премия в категории «Лучшая актриса» за роль Лан Кимсам в фильме «Вход к тигру»[25]

Премия «Золотой колокол»
- 1981 — премия в категории «Лучшая актриса телесериала»[26]

Гонконгская кинопремия
- 1988 — премия в категории «Лучшая актриса» за роль Вон Муй в фильме «Неправильные парочки»[кит.][27]
- 1994 — двойная номинация в категории «Лучшая актриса» за роль Янь в фильме «Всегда в моих мыслях» и Миу Чхёйфа в фильме «Фон Сайюк»[англ.][28]
- 1996 — премия в категории «Лучшая актриса» за роль Мэй в фильме «Летний снег»[29]
- 1997 — номинация в категории «Лучшая актриса» за роль Лан Кимсам в фильме «Вход к тигру»[30]
- 2009 — специальная премия за пожизненный вклад в киноискусство[31][32][33]

Берлинский международный кинофестиваль
- 1995 — «Серебряный медведь» в категории «Лучшая актриса» за роль Мэй в фильме «Летний снег»[20][32][34][35]

Премия Гонконгского общества кинокритиков
- 1995 — премия в категории «Лучшая актриса» за роль Мэй в фильме «Летний снег» (разделена с Сыцинь Гаова[англ.] за роль в фильме «День, когда солнце стало холодным»[англ.])[36]

Премия «Золотая баугиния»
- 1996 — премия в категории «Лучшая актриса» за роль Мэй в фильме «Летний снег»[37]

Помимо этого, в 2004 году Джозефин Сяо была удостоена одной из звёзд гонконгской гонконгской «Авеню звёзд», по соседству c Конни Чань и Фун Поупоу, а в 2010 — названа CNN в числе 25 величайших актёров Азии всех времён.

### Государственные
В начале 1997 года Джозефин Сяо была награждена орденом Британской империи, став одной из последних гонконгских кавалеров этой награды перед передачей Великобританией этой территории Китайской Народной Республике в 1997.